# Toto 2012 Summer Tour
Il Toto 2012 Summer Tour è il ventisettesimo tour della rock band dei Toto che è iniziato il 29 luglio a Lucca in Italia e si è concluso il 23 settembre 2012 a Scottsdale negli Stati Uniti d'America.

## Date[1]
| Data              | Città            | Paese       | Luogo o evento                           |
| ----------------- | ---------------- | ----------- | ---------------------------------------- |
| Europa            |                  |             |                                          |
| 29 luglio 2012    | Lucca            | Italia      | Piazza Napoleone (Lucca Summer Festival) |
| 30 luglio 2012    | Cattolica        | Italia      | Arena della regina                       |
| 31 luglio 2012    | Majano           | Italia      | Area concerti                            |
| 3 agosto 2012     | Vienne           | Francia     | Theatre Antique                          |
| 4 agosto 2012     | Sursee           | Svizzera    | Stadthalle                               |
| 5 agosto 2012     | Schwäbisch Gmünd | Germania    | Universitätspark                         |
| 6 agosto 2012     | Colmar           | Francia     | Festival de la Foire aux Vins d'Alsace   |
| 8 agosto 2012     | Sandnes          | Norvegia    | Sandnes brygge                           |
| 10 agosto 2012    | Stoccolma        | Svezia      | Skansen                                  |
| 12 agosto 2012    | Skanderborg      | Danimarca   | Smukfest                                 |
| 14 agosto 2012    | Lipsia           | Germania    | Parkbühne                                |
| 16 agosto 2012    | Kempten (Allgäu) | Germania    | Altusried Freilichtbühne                 |
| 18 agosto 2012    | Coburgo          | Germania    | Schlossplatz                             |
| 19 agosto 2012    | Colonia          | Germania    | Tanzbrunnen                              |
| 21 agosto 2012    | Budapest         | Ungheria    | PeCsa Music Garden                       |
| 22 agosto 2012    | Vienna           | Austria     | Arena                                    |
| 24 agosto 2012    | Arbon            | Svizzera    | SummerDays Festival                      |
| 25 agosto 2012    | Landgraaf        | Paesi Bassi | Pinkpop Classic Festival                 |
| Nord America      |                  |             |                                          |
| 13 settembre 2012 | Santa Ynez       | Stati Uniti | Chumash Casino                           |
| 17 settembre 2012 | Friant           | Stati Uniti | Table Mountain Casino                    |
| 21 settembre 2012 | West Wendover    | Stati Uniti | Peppermill Concert Hall                  |
| 22 settembre 2012 | Henderson        | Stati Uniti | Ovation                                  |
| 23 settembre 2012 | Scottsdale       | Stati Uniti | Talking Stick Resort                     |

## Scaletta ufficiale
1. Only the Children
2. Hydra
3. St. George and the Dragon
4. Rosanna
5. Lea
6. Could This Be Love
7. I Won't Hold You Back
8. We Can Make It Tonight
9. Pamela
10. Human Nature (Michael Jackson cover)
11. Keyboard Solo (David Paich)
12. Manuela Run
13. How Many Times
14. Carmen
15. Stop Loving You
16. Drum Solo (Simon Phillips)
17. Hold the Line

Encore:
1. Africa
2. Home of the Brave